# 2429 Schurer
Schurer (asteróide 2429) é um asteróide da cintura principal, a 2,3093506 UA. Possui uma excentricidade de 0,1020647 e um período orbital de 1 506,46 dias (4,13 anos).
Schurer tem uma velocidade orbital média de 18,57249794 km/s e uma inclinação de 15,04463º.
Esse asteróide foi descoberto em 12 de Outubro de 1977 por Paul Wild.